# Payız
Payız è un comune dell'Azerbaigian situato nel distretto di Babək.